# لا الكيمتشي بالنسبة لي! (كتاب مصور)
لا الكيمتشي بالنسبة لي! هو كتاب مصوّر للأطفال من تأليف آرام كيم. نُشر 5 سبتمبر 2017 بواسطة هوليداي هاوس. يحكي الكتاب قصّة يومي، وهي قطة مجسّمة لا تحب الكيمتشي، ولذلك يسخر منها إخوتها الأكبر سنًّا. تذكذرنا الرسوم التوضيحية بكتاب كيم المصور الأول، قطة في الباص Cat on the Bus . 

## حبكة
يومي، الأصغر بين ثلاثة، تحبّ أكل الطّعام الّذي تصنعه لها جدّتها، باستثناء الكيمتشي، الّذي تجده "كريه الرّائحة" و"حار". بسبب نفور يومي من الكيمتشي، فإنّ إخوتها يقلّلون من شأنها، ويطلقون عليها اسم الطّفلة.
في محاولة لإظهار خطأ إخوتها، تحاول "يومي" تناول الكيمتشي مع مجموعة متنوّعة من الأطعمة الأخرى، مثل شرائح البيتزا والبسكويت، ولكن دون جدوى. قرّرت جدّة يومي بعد ذلك المساعدة من خلال تعليم القطّة كيفيّة صنع فطيرة الكيمتشي الّلذيذة، والّتي يحبها جميع الأشقّاء في النّهاية.

## خلفية
أثناء إقامتها في مدينة نيويورك، شهدت آرام كيم أنّ الكيمتشي أصبح طعامًا شائعًا في المدينة، ونتيجة لذلك قرر تأليف كتاب عن هذا الموضوع. بدأت كيم بكتابة القصّة، والّتي تعتمد إلى حد كبير على تجاربها الخاصّة عندما كانت أصغر سناً، بما في ذلك نفورها من الكيمتشي ومحاولة إثبات نفسها لأخيها الأكبر. أنشأت كيم أولاً قصّة تقريبية لما أرادت أن يتناوله الكتاب، ثم كتبت وأنشأت رسومًا توضيحيّة حول هذه الفكرة على مر السنين.
خلال رسوماتها الأوّلية، عملت كيم مع طفل بشريّ وحيد كشخصيّتها الرّئيسية. بعد بيع حقوق نشر الكتاب لـ Holiday House، تلقّت مزيدًا من التّعليقات من محررتها، جريس Grace Maccarone ، الّتي اقترحت إضافة الإخوة، وهو ما سمح، بحسب كيم، بإدخال "المزيد من الصّراعات والدّراما". كانت التّعليقات الأخرى الّتي تلقتها كيم من جريس هي استخدام مجموعة من القطط المجسمة بدلاً من ذلك بناءً على بعض الرّسومات الّتي أرسلتها المؤلفة أيضًا. على الرّغم من أن كيم فكرت في استخدام فتاة بشريّة لتعزيز التّنوع، إلا أنّها اعتقدت أنّ استخدام الطّعام الكوري قد أدخل هذا المنظور بالفعل في العمل النّهائي. 
تتكوّن عمليّة الرّسم التّوضيحي لآرام كيم من مزيج من الرسم اليدوي بالقلم الرصاص والتلوين الرقمي. 

## استقبال
تقييمات كيركوس وصفتها بأنّها "قصّة عائليّة سريعة ومشرقة"، وقالت إنّها تمكّنت من نقل رسالتها المألوفة "من خلال عدسة ثقافيّة محدّدة للغاية". أشاد كيركوس وناشرون ويكلي بالرسوم التوضيحية، مع الإشارة إلى ألوان الباستيل بالإضافة إلى استخدام التّلاعب الرّقمي،  مع استخدام "منظورات غير عاديّة تضيف إلى جاذبيّتها."
كما أشادت ماريا سلفادور، الّتي تراجع مجلّة School Library Journal، بالرّسوم التّوضيحية ووصفتها بأنّها "معبرة وطفولية". كان حكم سلفادور أنّه "جذّاب على نطاق واسع".
حصل الكتاب المصور على جائزة "A Baker's Dozen: أفضل كتب الأطفال لمحو الأميّة الأسريّة" من مركز بنسلفانيا للكتاب في عام 2018. 